# Flickorna
Flickorna är en svensk dramafilm från 1968, regisserad av Mai Zetterling.

## Om filmen
Texten nedan är ursprungligen från artikeln Mai Zetterling.
Zetterlings feministiska Flickorna (1968) med Bibi Andersson, Harriet Andersson och Gunnel Lindblom handlar om ett teatersällskap som repeterar Aristofanes pjäs Lysistrate där kvinnorna i Aten gör uppror för att tvinga männen att sluta kriga. Filmen blandar scener från teatergruppens kvinnliga medlemmars privatliv med scener ur Lysistrate. Filmen mötte hård kritik och försvann från Stockholmsrepertoaren efter tre och en halv vecka. “Vilka förstockade menstruationer!”, kommenterade Expressens Bo Strömstedt.  
Av annan åsikt kom från Simone de Beauvoir: “Ironic and comic, this film moves us by the beauty of its landscapes, its poetry and above all its subtle tenderness”.
Flickorna, med sitt provocerande innehåll, sin djärva och lekfulla form, sin humor och värme, blev under decenniet efter 2000 något av en kultfilm (bland annat tack vare DVD-utgivningen av hennes filmer). “Visually stylish and edited with an anarchic vigour that heightens the sense of competing demands on each woman’s time, Swedish actress Mai Zetterling’s fourth feature as director is sassy and smart in equal measure.” skriver Sydney Film Festival som visade filmen sommaren 2009.
Flickorna har visats i SVT, bland annat i april 2019, i februari 2021, i april 2023 och maj 2025.

## Rollista (urval)
- Bibi Andersson – Liz, skådespelerska
- Harriet Andersson – Marianne, skådespelerska
- Gunnel Lindblom – Gunilla, skådespelerska
- Gunnar Björnstrand – Hugo, skådespelare
- Erland Josephson – Carl, börsmäklare, gift med Liz
- Frank Sundström – läkaren, Mariannes älskare
- Åke Lindström – Bengt, gift med Gunilla
- Stig Engström – Thommy, skådespelare
- Margreth Weivers – turistchefens hustru
- Leif Liljeroth – turistchef i Kiruna
- Ulf Palme – regissör

## DVD
Flickorna gavs ut på DVD av Sandrews 2008. 

The Girls, engelsktextad version utgiven i USA och Kanada (region 1) 2006